# Statue d'Odin à Oslo
 (décembre 2023).
La statue d'Odin à Oslo est une découverte archéologique à Bjerke à Oslo, en Norvège. Datant de l'époque viking, la statue a été construite vers 825 et est la plus grande sculpture du dieu nordique Odin jamais découverte. On estime qu'il mesurait environ 10 mètres de hauteur, mais certaines estimations le situent jusqu'à 15 mètres de hauteur. Seules la tête et la jambe gauche de la statue restent intactes.

## Histoire
La statue a été construite vers 825, à l’époque viking. La statue fut détruite en 1204.
Les restes de la statue ont été découverts pour la première fois en 2015 par un groupe d'archéologues à Bjerke, Oslo, Norvège.

## Voir également
- Histoire de la Norvège
- Religion du vieux norrois
- Architecture de la Norvège